# Elasticidade (mecânica dos sólidos)

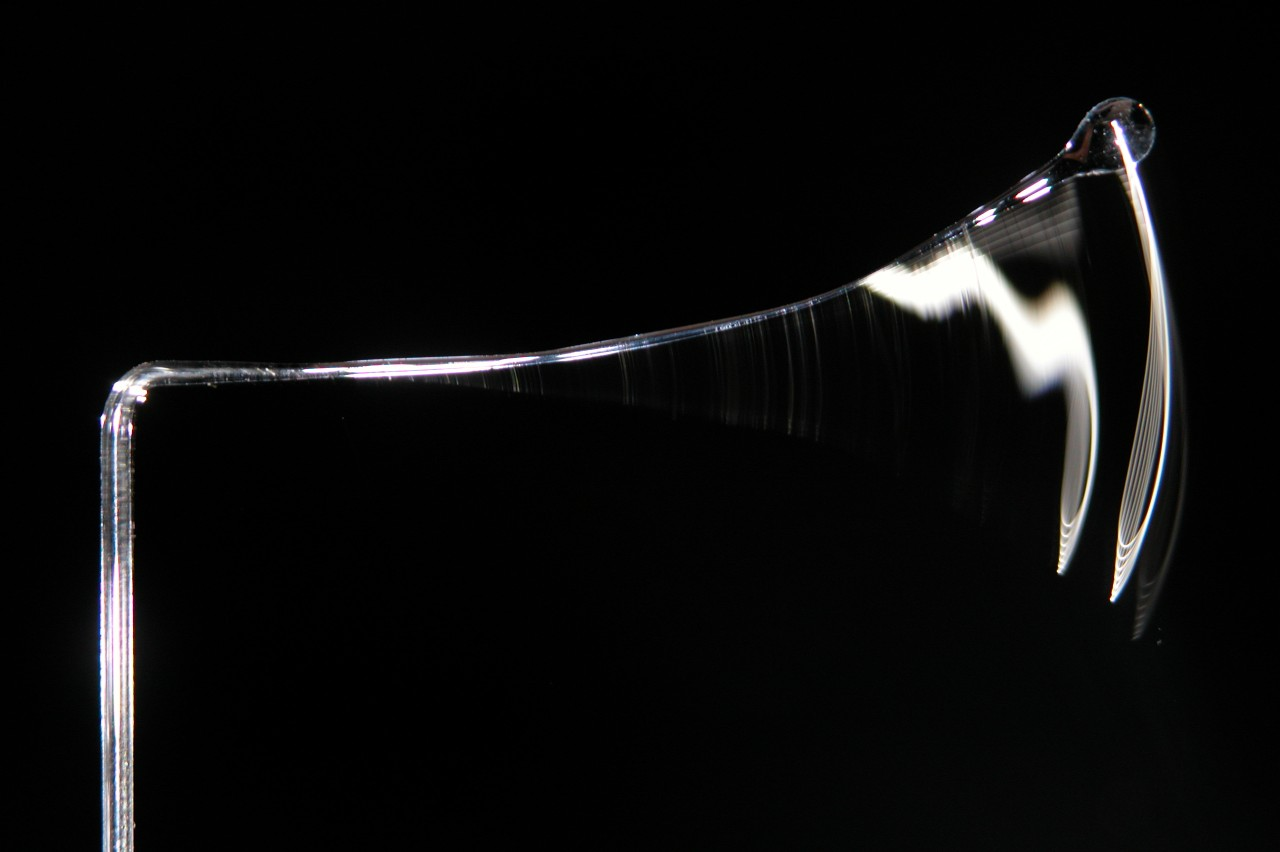
Uma vareta elástica vibrando, um exemplo de sistema onde a energia potencial elástica se transforma em energia cinética e vice-versa.

Em física e engenharia, o termo elasticidade designa a propriedade mecânica de certos materiais de sofrer deformações reversíveis, deformações elásticas quando se encontram sujeitos à ação de forças exteriores e de recuperar a forma original se estas forças exteriores se eliminam.

## Fundamentação teórica
A elasticidade é estudada pela 'teoria da elasticidade, que por sua vez é parte da mecânica de sólidos deformáveis. A teoria da elasticidade (TE) como a mecânica de sólidos (MS) deformáveis descreve como um sólido (ou fluido totalmente confinado) se move e deforma como resposta a forças exteriores. A diferença entre a TE e a MS é que a primeira só trata sólidos em que as deformações são termodinamicamente reversíveis. 
A propriedade elástica dos materiais está relacionada, como se tem mencionado, com a capacidade de um sólido de sofrer transformações termodinâmicas reversíveis. Quando sobre um sólido deformável atuam forças exteriores e este se deforma se produz um trabalho destas forças que se armazena no corpo em forma de energia potencial elástica e portanto se produzirá um aumento da energia interna. O sólido se comportará elasticamente se este incremento de energia pode realizar-se de forma reversível, neste caso dizemos que o sólido é elástico.

## Teoria da Elasticidade Linear
Um caso particular de sólido elástico se apresenta quando as tensões e as deformações estão relacionadas linearmente, mediante a seguinte equação constitutiva:
{\displaystyle \sigma _{ij}=\sum _{k,l}C_{ijkl}\varepsilon _{kl}\,}
Quando isso ocorre dizemos que temos um sólido elástico linear. A teoria da elasticidade linear é o estudo de sólidos elásticos lineares submetidos a pequenas deformações de modo que os deslocamentos e deformações sejam "lineares", ou seja, que os componentes do campo de deslocamentos u sejam muito aproximadamente uma combinação linear dos componentes do tensor deformação do sólido. Em geral um sólido elástico linear submetido a grandes deslocamentos não cumprirá esta condição. Portanto a teoria da elasticidade linear só é aplicável a:
- Sólidos elásticos lineares, nos que tensões e deformações estejam relacionadas linearmente (linearidade material).
- Pequenas deformações, é o caso em que deformações e deslocamentos estão relacionados linearmente. Neste caso pode usar-se o tensor deformação de engenhariapara representar o estado de deformação de um sólido (linearidade geométrica). Que é uma simplificação do tensor deformação linear de Green-Lagrange que é usado também para grandes deformações.

Devido aos pequenos deslocamentos e deformações a que são submetidos os corpos, se usam as seguintes simplificações e aproximações para sistemas estáveis:
- As tensões se relacionam com as superfícies não deformadas
- As condições de equilíbrio se apresentam para o sistema não deformado

Para determinar a estabilidade de um sistema tem-se de apresentar as condições para o sistema deformado.

### Tensão

Componentes do tensor tensão em um ponto P de um sólido deformável.

A tensão em um ponto se define como o limite da força aplicada sobre uma pequena região sobre um plano π que contenha o ponto dividido da área da região, ou seja, a tensão é a força aplicada por unidade de superfície e depende do ponto escolhido, do estado tensional do sólido e da orientação do plano escolhido para calcular o limite. Pode provar-se que a normal ao plano escolhido nπ e a tensão tπ em um ponto estão relacionadas por:
{\displaystyle {t_{\pi }}={\mathbf {T} (n_{\pi })}\,}
onde T é o chamado tensor tensão, também chamado tensor de tensões, que fixada uma base vetorial ortogonal vem a ser representado por uma matriz simétrica 3x3:
{\displaystyle \mathbf {T} =\left({\begin{matrix}\sigma _{xx}&\sigma _{xy}&\sigma _{xz}\\\sigma _{yx}&\sigma _{yy}&\sigma _{yz}\\\sigma _{zx}&\sigma _{zy}&\sigma _{zz}\end{matrix}}\right)=\left({\begin{matrix}\sigma _{x}&\tau _{xy}&\tau _{xz}\\\tau _{yx}&\sigma _{y}&\tau _{yz}\\\tau _{zx}&\tau _{zy}&\sigma _{z}\end{matrix}}\right)}
onde a primeira matriz é a forma comum de se escrever o tensor tensão em física e a segunda forma usa as convenções comuns em engenharia. Dada uma região em forma de ortoedro com faces paralelas aos eixos coordenados situados no interior de um sólido elástico tensionado, as componentes σxx, σyy e σzz dão conta de alterações de longitude nas três direções, mas que não deformem os ângulos do ortoedro, enquanto que os componentes σxy, σyz e σzx estão relacionados com a distorção angular que converteria o ortoedro em um paralelepípedo.

### Deformação
Em teoria linear da elasticidade dada a pequena dimensão das deformações é uma condição necessária para poder assegurar que existe uma relação linear entre os deslocamentos e a deformação. Sob essas condições a deformação pode ser representada adequadamente mediante o tensor deformação infinitesimal que vem a ser dado por:

{\displaystyle \mathbf {\epsilon _{ik}} ={\begin{pmatrix}\varepsilon _{xx}&\varepsilon _{xy}&\varepsilon _{xz}\\\varepsilon _{yx}&\varepsilon _{yy}&\varepsilon _{yz}\\\varepsilon _{zx}&\varepsilon _{zy}&\varepsilon _{zz}\end{pmatrix}}={\begin{pmatrix}\varepsilon _{xx}&{\frac {1}{2}}\gamma _{xy}&{\frac {1}{2}}\gamma _{xz}\\{\frac {1}{2}}\gamma _{yx}&\varepsilon _{yy}&{\frac {1}{2}}\gamma _{yz}\\{\frac {1}{2}}\gamma _{zx}&{\frac {1}{2}}\gamma _{zy}&\varepsilon _{zz}\end{pmatrix}}}

Os componentes da diagonal principal contém as deformações normais nas três direções consideradas, de alongamento ou encurtamento, enquanto que as demais componentes do tensor significam as distorções ou deformações angulares. Os componentes estão linearmente relacionados com os deslocamentos mediante esta relação:

{\displaystyle \varepsilon _{ij}={1 \over 2}\left({\partial u_{i} \over \partial x_{j}}+{\partial u_{j} \over \partial x_{i}}\right)}

### Equações constitutivas de Lamé-Hooke
As equações de Lamé-Hooke são as relações constitutivas de um material elástico linear e têm a forma:

{\displaystyle \sigma _{ij}=\sum _{k,l}C_{ijkl}\varepsilon _{kl}\,}

Em notação indicial (notação de Einstein) o somatório apresentado na equação anterior pode ser ignorado, pois a própria notação já pré-supõe as somas. No caso de um problema unidimensional, σ = σ11, ε = ε11, C11 =  E e a equação anterior se reduz a:

{\displaystyle \sigma =E\epsilon \,}

onde E é o módulo de elasticidade longitudinal ou módulo de Young e G o módulo de elasticidade transversal ou módulo de cisalhamento. Para caracterizar o comportamento de um sólido elástico linear e isotrópico se requerem, além do módulo de Young, outra constante elástica, chamada relação de Poisson (ν) e o coeficiente de dilatação térmica (α). Por outro lado, as equações de Lamé para um sólido elástico linear e isotrópico podem ser deduzidas do teorema de Rivlin-Ericksen, que podem escrever-se na forma:

{\displaystyle \epsilon _{xx}={\frac {1}{E}}\left(\sigma _{xx}-\nu (\sigma _{yy}+\sigma _{zz})\right)+\alpha {\mathcal {4}}T\qquad \epsilon _{xy}={\frac {(1+\nu )}{E}}\sigma _{xy}={\frac {\sigma _{xy}}{2G}}}
{\displaystyle \epsilon _{yy}={\frac {1}{E}}\left(\sigma _{yy}-\nu (\sigma _{xx}+\sigma _{zz})\right)+\alpha {\mathcal {4}}T\qquad \epsilon _{yz}={\frac {(1+\nu )}{E}}\sigma _{yz}={\frac {\sigma _{yz}}{2G}}}
{\displaystyle \epsilon _{zz}={\frac {1}{E}}\left(\sigma _{zz}-\nu (\sigma _{xx}+\sigma _{yy})\right)+\alpha {\mathcal {4}}T\qquad \epsilon _{xz}={\frac {(1+\nu )}{E}}\sigma _{xz}={\frac {\sigma _{xz}}{2G}}}
Certos materiais mostram um comportamento só aproximadamente elástico, mostrando por exemplo variação da deformação com o tempo ou fluência lenta. Estas deformações podem ser permanentes ou após removidas as cargas do corpo podem desaparecer (parcial ou completamente) com o tempo (viscoplasticidade, viscoelasticidade). Além disso, alguns materiais podem apresentar plasticidade, ou seja, podem chegar a exibir pequenas deformações permanentes, pelo que as equações anteriores em muitos casos tampouco constituem uma boa aproximação do comportamento destes materiais.

### Equações de equilíbrio
As equações de equilíbrio se dão basicamente pelo somatório de forças igualado a zero (em um caso estático). Existem dois tipos de força:
Forças de Corpo: Atua em todos os pontos do corpo, internos e externos. É uma força por unidade de volume.
{\displaystyle F_{c}=\int {b}dV} ,sendo {\displaystyle b} a força de corpo.
Forças de Superície: Força distribuída aplicada na superfície do corpo, cuja unidade é força por unidade de área.
{\displaystyle F_{s}=\int {t}dA} ,sendo {\displaystyle t} a força de superfície distribuída.
Dentro das forças de superfície, existem as força de superfície interna, que representam as interações internas entre partes adjacentes de um corpo. 

#### Equilíbrio interno
Quando as deformações não variam com o tempo, podemos igualar o somatório de forças com zero. Aplicando o somatório de forças sobre um pequeno volume {\displaystyle \delta {V}}, limitado por uma superfície {\displaystyle \delta {S}} em torno de um ponto temos:
{\displaystyle \int _{\delta {S}}{t}dA+\int _{\delta {V}}{b}dV=0}
Utilizando a fórmula de Cauchy
{\displaystyle t=\sigma _{ij}\ n}, onde {\displaystyle n} é o sentido da superfície normal à força. Posso escrever:
{\displaystyle \int _{\delta {S}}{\sigma _{n}\ }dA+\int _{\delta {V}}{b}dV=0}
Utizando o Teorema da divergência tenho:
{\displaystyle \int _{\delta {S}}{\sigma _{n}\ }dA=\int _{\delta {V}}{{\operatorname {div} \,}\sigma \ }dV}
E assim pode-se escrever:
{\displaystyle \int _{\delta {V}}{{(\operatorname {div} \,}\sigma \ +b)}dV=0}
Como {\displaystyle \delta {V}} pode ser menor que qualquer valor arbitrado:
{\displaystyle {\operatorname {div} \,}\sigma \ +b=0}
O qual implica que campo de tensões dado pelo tensor tensão representa um estado de equilíbrio com as forças de corpo  b = (bx,by,bz) em todo ponto do sólido,assim o campo de tensões satisfaz estas condições de equilíbrio:

{\displaystyle {\frac {\partial \sigma _{xx}}{\partial x}}+{\frac {\partial \sigma _{yx}}{\partial y}}+{\frac {\partial \sigma _{zx}}{\partial z}}+b_{x}=0}
{\displaystyle {\frac {\partial \sigma _{xy}}{\partial x}}+{\frac {\partial \sigma _{yy}}{\partial y}}+{\frac {\partial \sigma _{zy}}{\partial z}}+b_{y}=0}
{\displaystyle {\frac {\partial \sigma _{xz}}{\partial x}}+{\frac {\partial \sigma _{yz}}{\partial y}}+{\frac {\partial \sigma _{zz}}{\partial z}}+b_{z}=0}

#### Equilíbrio no contorno
Além das últimas equações devem cumprir-se as condições de contorno, sobre a superfície do sólido, que relacionam o vetor normal à mesma n = (nx,ny,nz) (dirigido para o exterior) com as forças por unidade de superfície que atuam no mesmo ponto da superfície f = (fx,fy,fz):

{\displaystyle \sigma _{xx}\ n_{x}+\sigma _{yx}\ n_{y}+\sigma _{zx}\ n_{z}=f_{x}}
{\displaystyle \sigma _{xy}\ n_{x}+\sigma _{yy}\ n_{y}+\sigma _{zy}\ n_{z}=f_{y}}
{\displaystyle \sigma _{xz}\ n_{x}+\sigma _{yz}\ n_{y}+\sigma _{zz}\ n_{z}=f_{z}}

### Problema elástico
Um problema elástico linear fica definido pela geometria do sólido, as propriedades de tal material, as forças atuantes e as condições de contorno que impõe restrições ao movimento do corpo. A partir desses elementos é possível encontrar um campo de tensões internas sobre o sólido (que permitirá identificar os pontos que suportam mais tensão) e um campo de deslocamentos (que permitirá encontrar se a rigidez do elemento resistente é a adequada para seu uso).
Para solucionar o problema elástico são necessárias as noções que tem sido descritas nas seções anteriores, que descrevem as tensões, as deformações e os deslocamentos de um corpo. Todas estas grandezas são descritas por 15 funções matemáticas:
- Os seis componentes do tensor de tensões {\displaystyle \sigma _{x},\sigma _{y},\sigma _{z}\;} e {\displaystyle \sigma _{xy},\sigma _{yz},\sigma _{zx}\;}.
- Os três componentes do vetor de deslocamentos: {\displaystyle u_{x},u_{y},u_{z}\;}.
- Os seis componentes do tensor de deformações: {\displaystyle \varepsilon _{x},\varepsilon _{y},\varepsilon _{z}\;} e {\displaystyle \varepsilon _{xy},\varepsilon _{yz},\varepsilon _{zx}\;}.

Para comprovar se cumprem-se estas relações, formadas por 15 funções, o seguinte passo é comprovar se as relações descritas até agora bastam para descrever completamente o estado de um corpo. Uma condição necessária para isto é que o número de equações disponíveis coincida com o número de incógnitas. As equações disponíveis são:
- As três equações de equilíbrio de Cauchy.
- As seis equações de compatibilidade de Saint-Venant, que asseguram que se os deslocamentos e deformações estão adequadamente relacionados.
- As seis equações constitutivas, para um material elástico linear isotópico e homogêneo estas equações são dadas pelas equações de Lamé-Hooke.

Estas 15 equações igualam exatamente o número de incógnitas. Um método comum é substituir as relações entre deslocamentos e deformações nas equações constitutivas, o qual faz que se cumpram as equações de compatibilidade trivialmente. Por sua vez o resultado desta substituição pode ser introduzida nas equações de equilíbrio de Cauchy o que converte o sistema anterior em um sistema de três equações em derivadas parciais e três deslocamentos como incógnita.  
Desta maneira se chega a um sistema de 15 equações com 15 incógnitas. A formulação mais simples para resolver o problema elástico é a chamada formulação de Navier. Esta formulação reduz o sistema a um sistema de três equações diferenciais para os deslocamentos. Isto se obtém inserindo nas equações de equilíbrio as equações próprias do material (chamadas equações constitutivas), as equações dos deslocamentos e as equações das deformações. Assim podemos expressar nosso sistema de equações em um sistema de três equações diferenciais parciais. Se o reduzimos até os componentes do vetor de deslocamentos chegamos às equações de Navier:

{\displaystyle G\left[{\frac {\partial ^{2}u_{x}}{\partial x^{2}}}+{\frac {\partial ^{2}u_{x}}{\partial y^{2}}}+{\frac {\partial ^{2}u_{x}}{\partial z^{2}}}+{\frac {1}{1-2\nu }}{\frac {\partial }{\partial x}}\left({\frac {\partial u_{x}}{\partial x}}+{\frac {\partial u_{y}}{\partial y}}+{\frac {\partial u_{z}}{\partial z}}\right)\right]+b_{x}=0}
{\displaystyle G\left[{\frac {\partial ^{2}u_{y}}{\partial x^{2}}}+{\frac {\partial ^{2}u_{y}}{\partial y^{2}}}+{\frac {\partial ^{2}u_{y}}{\partial z^{2}}}+{\frac {1}{1-2\nu }}{\frac {\partial }{\partial y}}\left({\frac {\partial u_{x}}{\partial x}}+{\frac {\partial u_{y}}{\partial y}}+{\frac {\partial u_{z}}{\partial z}}\right)\right]+b_{y}=0}
{\displaystyle G\left[{\frac {\partial ^{2}u_{z}}{\partial x^{2}}}+{\frac {\partial ^{2}u_{z}}{\partial y^{2}}}+{\frac {\partial ^{2}u_{z}}{\partial z^{2}}}+{\frac {1}{1-2\nu }}{\frac {\partial }{\partial z}}\left({\frac {\partial u_{x}}{\partial x}}+{\frac {\partial u_{y}}{\partial y}}+{\frac {\partial u_{z}}{\partial z}}\right)\right]+b_{z}=0}
que com o operador Nabla e o operador de Laplace são escritas como:
{\displaystyle G\left[\Delta \mathbf {u} +{\frac {1}{1-2\nu }}\nabla (\nabla \cdot \mathbf {u} )\right]+\mathbf {b} =0}
Mediante considerações energéticas, pode-se demonstrar que essas equações apresentam uma única solução.

### Elasticidade e projeto mecânico
Em engenharia mecânica é frequente propor-se problemas elásticos para decidir a adequação de um projeto. Em certas situações de interesse prático não é necessário resolver o problema elástico completo, bastando apresentar-se um modelo simplificado e aplicar os métodos da resistência de materiais para calcular aproximadamente tensões e deslocamentos. Quando a geometria envolvida no projeto mecânico é complexa a resistência de materiais pode ser insuficiente e a resolução exata do problema elástico inabordável do ponto de vista prático. Nesses casos se usam habitualmente métodos numéricos como o método dos elementos finitos para resolver o problema elástico de maneira aproximada.
Um bom projeto normalmente incorpora requisitos de:
- resistência adequada,
- rigidez adequada,
- estabilidade global e elástica.

## Teoria da Elasticidade não Linear
Em princípio, o abandono da hipótese de pequenas deformações obriga a usar um tensor deformação não-linear e não-infinitesimal, como na teoria linear da elasticidade onde se usava o tensor deformação linear infinitesimal de Green-Lagrange. Isso complica muito as equações de compatibilidade. Além disso matematicamente o problema se complica, porque as equações resultantes da anulação desse suposto incluem fenômenos de não-linearidade geométrica (flambagem, abaulamento, snap-through,...).
Se, além disso, o sólido em estudo não é um sólido elástico linear, temos de substituir a equações de Lamé-Hooke por outro tipo de equações constitutivas capazes de dar conta da não-linearidade material. Além das mencionadas existem outras não-linearidades em uma teoria da elasticidade para grandes deformações. Resumindo as fontes de não linearidade seriam:
- O tensor deformação não se relaciona linearmente com o deslocamento {\displaystyle \mathbf {u} }, concretamente é uma aplicação quadrática do gradiente de deformação: {\displaystyle \mathbf {E} =({\boldsymbol {\nabla }}\mathbf {u} ^{T}+{\boldsymbol {\nabla }}\mathbf {u} +{\boldsymbol {\nabla }}\mathbf {u} ^{T}{\boldsymbol {\nabla }}\mathbf {u} )/2}.
- Para muitos materiais a equação constitutiva é não-linear.
- As equações de equilíbrio sobre o domínio ocupado pelo sólido, escrito em termos do segundo tensor de Piola-Kirchhoff são não lineares: {\displaystyle {\mbox{div}}({\boldsymbol {\nabla }}\phi \Sigma _{R})=\mathbf {b} _{R}} y {\displaystyle \nabla \phi \Sigma _{R}\mathbf {n} _{R}=\mathbf {f} _{S,R}}. Onde {\displaystyle \phi =\mathbf {T} _{D}(X^{1},X^{2},X^{3})\in \mathbb {R} ^{3}} é o difeomorfismo que dá a relação entre os pontos antes e depois da deformação.
- Em alguns casos, como as cargas mortas as forças que aparecem nos segundos membros das equações expressadas no domínio de referência incluem não linearidades, por exemplo quando na configuração deformada aparece uma pressão normal à superfície, isso comporta que {\displaystyle \mathbf {f} _{S,R}=-p\det({\boldsymbol {\nabla }}\phi )[{\boldsymbol {\nabla }}\phi ^{-T}]\mathbf {n} }
- As condições de incompressibilidade, de positividade do jacobiano da deformação, ou da injectividade no caso de contatos que conduzem à autopenetração do sólido deformado também impõe equações adicionais que se expressam em forma de equações não-lineares.

### Deformação
Uma deformação elástica finita implica um alteração de forma de um corpo, devido à condição de reversibilidade essa alteração de forma vem representada por um difeomorfismo. Formalmente se {\displaystyle K\;\subset \mathbb {R} ^{3}} representa a forma do corpo antes de deformar-se e {\displaystyle K'\;\subset \mathbb {R} ^{3}} a forma do corpo depois de deformar-se, a deformação é dada por um difeomorfismo:
{\displaystyle {\begin{cases}\mathbf {T_{D}} :K\subset \mathbb {R} ^{3}\times \mathbb {R} \rightarrow {K'}_{t}\subset \mathbb {R} ^{3}&\\(X,Y,Z;t)\mapsto (x,y,z)&(x,y,z)=T_{D}(X,Y,Z;t)\end{cases}}}
O tensor deformação pode definir-se a partir do gradiente de deformação {\displaystyle \mathbf {F} } que não é outra coisa que a matriz jacobiana da transformação anterior:
{\displaystyle \mathbf {F} =\nabla \mathbf {T_{D}} ={\begin{pmatrix}{\cfrac {\partial x}{\partial X}}&{\cfrac {\partial x}{\partial Y}}&{\cfrac {\partial x}{\partial Z}}\\{\cfrac {\partial y}{\partial Y}}&{\cfrac {\partial y}{\partial Y}}&{\cfrac {\partial y}{\partial Z}}\\{\cfrac {\partial z}{\partial Z}}&{\cfrac {\partial z}{\partial Y}}&{\cfrac {\partial z}{\partial Z}}\end{pmatrix}}}
Existem diversas representações alternativas conforme se escolham as coordenadas materiais iniciais sobre o corpo sem deformar (X, Y, Z) ou as coordenadas sobre o corpo deformado (x, y, z):
{\displaystyle \mathbf {D} _{m}(X,Y,Z)={\frac {1}{2}}(\mathbf {F} ^{T}\mathbf {F} -\mathbf {1} )\qquad \qquad \mathbf {D} _{e}(x,y,z)={\frac {1}{2}}(\mathbf {1} -\mathbf {F} ^{-T}\mathbf {F} ^{-1})}
O primeiro dos dois tensores deformação recibe o nome de tensor de deformação de Green-Lagrange, enquanto que o segundo deles é o tensor deformação de Almansi. Além destes tensores nas equações constitutivas, por simplicidade de cálculo, se usam os tensores de Cauchy-Green direito e esquerdo:
{\displaystyle \mathbf {C} (X,Y,Z)=\mathbf {F} ^{T}\mathbf {F} ,\qquad \qquad \mathbf {B} (x,y,z)=\mathbf {F} \mathbf {F} ^{T}}

### Equações constitutivas
Existem muitos modelos de materiais elásticos não lineares diferentes. Entre eles se destaca a família de materiais hiperelásticos, no qual a equação constitutiva pode ser derivada de um potencial elástico W que representa a energia potencial elástica. Este potencial elástico comumente é uma função dos invariantes algébricos do tensor deformação de Cauchy-Green:
{\displaystyle W=W(I_{1},I_{2},I_{3});\qquad I_{1}={\mbox{tr}}(\mathbf {I} +2\mathbf {D} _{m})=3+2{\mbox{tr}}(\mathbf {D} _{m}),\quad I_{2}={\frac {1}{2}}[{\mbox{tr}}(\mathbf {I} +2\mathbf {D} _{m})]^{2}-[{\mbox{tr}}(\mathbf {I} +2\mathbf {D} _{m})^{2})],\quad I_{3}=\det(\mathbf {I} +2\mathbf {D} _{m})}
Neste tipo de materiais o tensor tensão de Cauchy é dado em função do potencial elástico e o tensor espacial de Almansi mediante a expressão:
{\displaystyle \mathbf {T} =\chi _{1}(\mathbf {I} -2\mathbf {D} _{e})+\chi _{0}\mathbf {I} +\chi _{-1}(\mathbf {I} -2\mathbf {D} _{e})^{-1}}
Onde:
{\displaystyle \chi _{1}=-2W_{2}{I_{3}^{1/2}},\quad \chi _{0}=2{I_{3}^{-1/2}}(I_{2}W_{2}+I_{3}W_{3}),\quad \chi _{-1}=2W_{1}{I_{3}^{-1/2}};\quad W_{k}={\frac {\partial W}{\partial I_{k}}}}
Um material elástico linear é um caso particular do anterior onde:
{\displaystyle \chi _{1}={\mbox{cte}}_{1},\quad \chi _{0}={\mbox{cte}}_{2},\quad \chi _{-1}=0}  [3]

### Aproximação até segunda ordem
Se desenvolve-se [3] até primera ordem se obtem a equação constitutiva da elasticidade linear para um sólido isotrópico, que depende só de duas constantes elásticas: 
{\displaystyle \mathbf {T} =\lambda ({\mbox{tr}}\mathbf {D} )\mathbf {I} +2\mu \mathbf {D} ,\qquad \sigma _{ij}=\lambda \varepsilon _{kk}\delta _{ij}+2\mu \varepsilon _{ij}}
Onde nessa expressão assim como nas seguintes se aplicará a convenção da soma de de Einstein para sub-índices repetidos. Um material cuja equação constitutiva tem a forma linear anterior se conhece como material de Saint Venant-Kirchhoff. Se desenvolve-se a expressão [3] até segunda ordem então aparecem mais quatro constantes elásticas:
{\displaystyle \mathbf {T} =\lambda ({\mbox{tr}}\mathbf {D} )\mathbf {I} +2\mu \mathbf {D} +\nu _{1}({\mbox{tr}}\mathbf {D} ^{2})+\nu _{2}({\mbox{tr}}\mathbf {D} )^{2}+\nu _{3}({\mbox{tr}}\mathbf {D} )\mathbf {D} +\nu _{4}\mathbf {D} ^{2}}
Um material cuja equação constitutiva é dada pela equação anterior se conhece como material de Murnaghan. Em componentes se tem:
{\displaystyle \sigma _{ij}=\lambda \varepsilon _{kk}\delta _{ij}+2\mu \varepsilon _{ij}++\nu _{1}\varepsilon _{mn}^{2}\delta _{ij}+\nu _{2}(\varepsilon _{kk})^{2}\delta _{ij}+\nu _{3}\varepsilon _{kk}\varepsilon _{ij}+\nu _{4}\varepsilon _{ik}\varepsilon _{kj}}
Ou, equivalentemente:
{\displaystyle \sigma _{ij}=\lambda \varepsilon _{V}(1+\nu _{1}\varepsilon _{C}+\nu _{2}\varepsilon _{V})\delta _{ij}+2\mu (1+\nu _{3}\varepsilon _{V})\varepsilon _{ij}+\nu _{4}\varepsilon _{ik}\varepsilon _{kj}}
Onde:
{\displaystyle \varepsilon _{V}=\varepsilon _{xx}+\varepsilon _{yy}+\varepsilon _{zz}} é a deformação volumétrica.
{\displaystyle \varepsilon _{C}=\sum _{m,n=1}^{3}\varepsilon _{mn}^{2}}
O modelo de Murnaghan anterior representa a generalização mais óbvia de um material de Saint Venant-Kirchhoff, ainda que na prática seja de interesse limitado a expressão anterior, já que Novozhilov mediante argumentos termodinâmicos sugere que a resposta de um material só deve conter potências impares do tensor deformação.